# 伊勢崎市立広瀬小学校
伊勢崎市立広瀬小学校（いせさきしりつ ひろせしょうがっこう）は、群馬県伊勢崎市新栄町にある公立小学校。

## 歴史
- 1979年（昭和54年)
  - 4月 - 広瀬小学校開校（伊勢崎市立南小学校内に併設）。
  - 5月 - PTA設立総会開催。
  - 12月 - 新校舎へ移転。
- 1980年（昭和55年）
  - 4月 - 校章・校歌を制定。開校記念式典挙行。
  - 8月 - プール竣工。　　　　
  - 10月 - 広瀬小学校区精薄育成会創立。
- 1981年（昭和56年）
  - 2月 - 体育館落成。　　　　
  - 7月 - 第1回夏の夜の集い開催。
- 1984年（昭和59年）3月 - 築山設置。
- 1986年（昭和61年）3月 - 校舎増築（6教室）。
- 1992年（平成4年）4月 - うさぎ飼育舎・やさいランド完成。
- 1997年（平成9年）1月 - 広瀬小学校区精薄育成会を広瀬小学校区手をつなぐ育成会に改称。
- 1998年（平成10年）5月11日 - 創立20周年記念式典挙行。
- 1999年（平成11年）12月 - 広瀬小学校を考える会。
- 2001年（平成13年）6月 - 学校評議員会開催。
- 2002年（平成14年）10月 - 不審者侵入避難訓練実施。
- 2003年（平成15年）11月 - 一日公開を日曜日に実施。
- 2004年（平成16年）12月 - この月から、年間を通して学校開放（囲碁大会・英会話教室・土曜コンサート等）を実施。
- 2005年（平成17年）2月 - 学校支援センター開設。
- 2006年（平成18年）10月 - 各教室と職員室にパソコン設置。
- 2007年（平成19年）
  - 4月 - 体育館どん帳を電動化。
  - 6月 - 広瀬小合唱団発足。
  - 8月 - 北側職員駐車場アスファルト化。
  - 11月 - 防犯カメラを設置し、24時間作動。
- 2008年（平成20年）11月 - 開校30周年記念式典挙行。
- 2010年（平成22年）
  - 2月 - ザスパ草津の選手が来校し、6学年の体育授業に参加した。
  - 5月 - 境ロータリークラブより、電子黒板の寄付を受ける。
- 2011年（平成23年）3月 - プール改修。
- 2012年（平成24年）
  - 3月 - 外トイレの改修と水洗化公共下水道接続。
  - 6月 - 全教室にエアコン設置。
  - 8月 - 敷地外周フェンスを取替。
- 2013年（平成25年）10月 - 体育館耐震工事実施。
- 2014年（平成26年）7月 - 北校舎耐震工事
- 2015年（平成27年）2月 - 北校舎耐震工事完了
- 2016年（平成28年）12月 - 校舎トイレ改修工事完了
- 2018年（平成30年）2月 - 校庭遊具等（鉄棒・ターザンロープ・サッカーゴール）撤去し、新設。
- 2019年（平成31年・令和元年）
  - 2月 - 避難用マンホールトイレ設置。
  - 9月 - 全教室にインターフォン設置。
- 2021年（令和3年）1月 - 職員室にエアコン新規設置（入れ替え）。

## 通学区域と進学先中学校
出典

### 通学区域
- 美茂呂町（一部）
- ひろせ町（全域）
- 茂呂南町（一部）
- 新栄町（全域）
- 連取町（一部）
- 山王町（一部）
- 中町（一部）

### 進学先中学校
- 伊勢崎市立第二中学校

## 周辺
- 伊勢崎市立広瀬公園 - 伊勢崎市道をはさんで、東側に隣接。
- ひろせこどもの家学童クラブ
- 伊勢崎市広瀬生涯学習館 - 広瀬公園と東側に隣接。
- 大川
- 国道354号線
- 住宅型有料老人ホーム四つ葉のクローバー伊勢崎山王
- このほか、中小規模の医療機関も点在。

## 交通アクセス
校地東側の正門まで
- 伊勢崎市コミュニティバス「8 宮郷・名和連絡バス」で、「広瀬公園」停留所から、すぐ近く。
- 十王自動車「伊勢崎駅～本庄駅北口線」で、「今井町」停留所から、徒歩約1.1km・約16分（最短ルート移動した場合）。
- JR東日本両毛線・東武鉄道伊勢崎線伊勢崎駅より、
  - 車で3.7km・約7分。
  - 上述の伊勢崎市コミュニティバス「8 宮郷・名和連絡バス」に乗車し25分、「広瀬公園」停留所下車。
  - 上述の十王自動車「伊勢崎駅～本庄駅北口線」に乗車し8分、「今井町」停留所下車後、徒歩。

## 著名な卒業生
- しまだしゃちょー（実業家、社会貢献家タレント、勝手に群馬応援大使「ぐんマニア」）